# Exocoetus obtusirostris
Exocoetus obtusirostris là một loài cá vây tia bản địa vùng biên tây Đại Tây Dương. Loài cá này có khả năng lướt trên mặt nước để tránh các loài săn mồi.
Exocoetus obtusirostris có thể dài đến 25 cm (10 in). Bề ngoài giống với Exocoetus volitans mà có phần lớn phạm vi trùng với loài này nhưng có một số đặc điểm khác.
Exocoetus obtusirostris ăn các loài động vật không xương sống phù du nhỏ, chủ yếu là copepoda và chaetognatha. Chúng là mồi của nhiều loài cá ăn thịt và cá mực, cá heo và chim biển. Cá trở nên trưởng thành khi cúng dài khoảng 15 cm (6 in). Cá cái đẻ một số lượng trứng trong một khoảng thời gian khoảng năm ngày, sản xuất trung bình 10.000 trứng. Tất cả cá sẽ chết ngay sau khi sinh sản.